# Acartauchenius asiaticus
Acartauchenius asiaticus é uma espécie de aranhas da família Linyphiidae encontradas no Turcomenistão. Foi descrita pela primeira vez em 1989.